# Побігуця Павло Тимофійович
Павло Тимофійович Побігуця (1928 — ?) — український радянський діяч, голова виконавчого комітету Ізмаїльської районної ради народних депутатів Одеської області. Депутат Верховної Ради УРСР 8-го скликання.

## Біографія
Освіта вища.
Член КПРС.
З квітня 1962 року — начальник Ізмаїльського територіального виробничого колгоспно-радгоспного управління Одеської області.
На 1967-1968 роки — начальник Ізмаїльського районного виробничого сільськогосподарського управління Одеської області.
З кінця 1960-х років — після 1985 року — голова виконавчого комітету Ізмаїльської районної ради народних депутатів Одеської області.

## Нагороди
- ордени
- медалі
- заслужений зоотехнік Української РСР (11.10.1968)